# Forte de São Julião da Barra

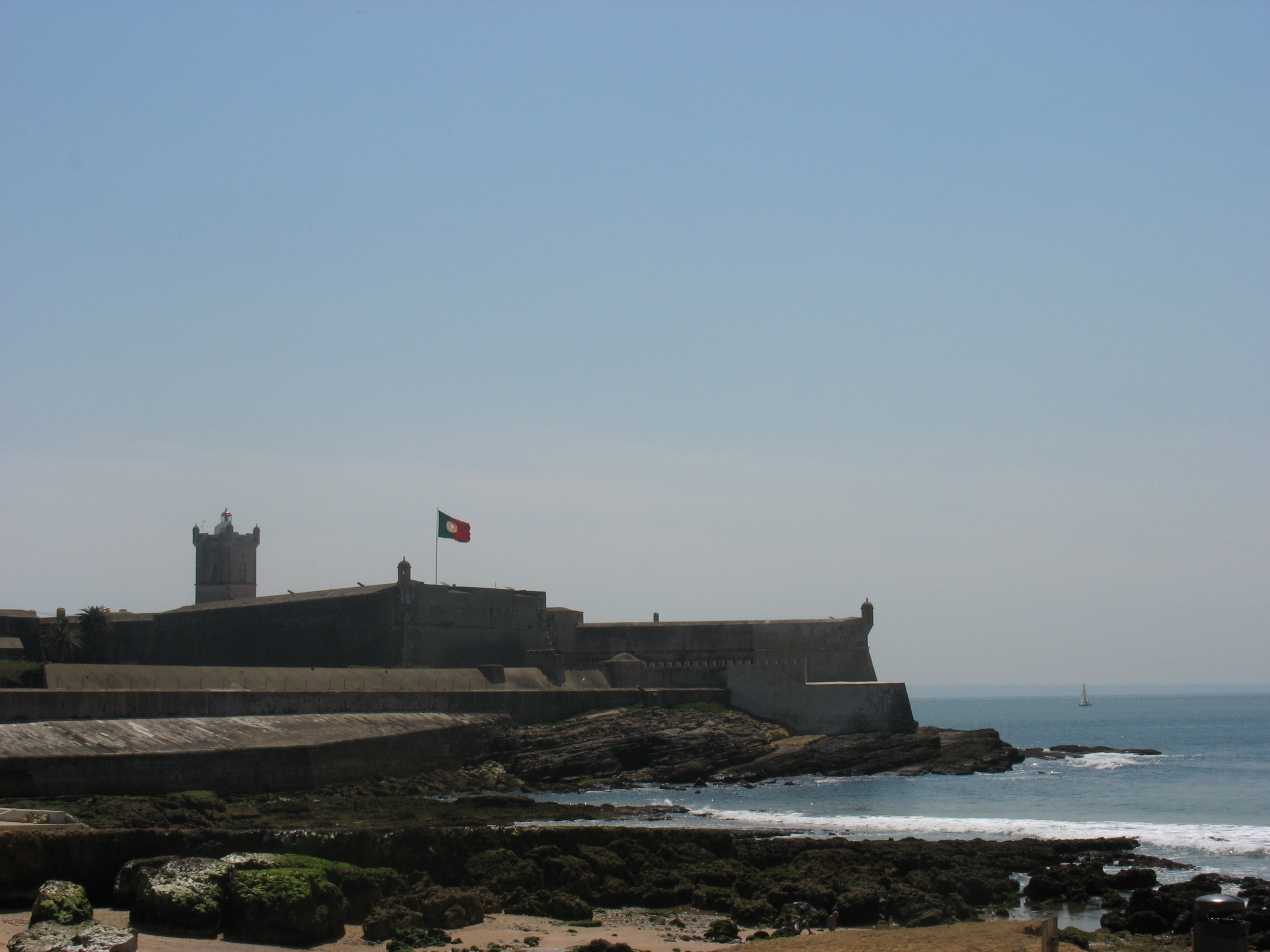
Forte de São Julião da Barra, Portugal.

O Forte de São Julião da Barra (antigamente dito Forte ou Torre de São Gião) constitui o maior e mais completo complexo militar de defesa no estilo Vauban remanescente em Portugal. Localiza-se em São Julião da Barra, na ponta de São Gião, extremo oeste de Oeiras, na freguesia de Oeiras e São Julião da Barra, Paço de Arcos e Caxias.
Considerada no passado como o Escudo do Reino, a maior fortificação marítima no país. Tinha originalmente, em conjunto com o Forte de São Lourenço do Bugio, com quem cooperava, a função de controle da entrada e saída das embarcações na barra do Tejo e o acesso ao porto de Lisboa.
Atualmente é a residência oficial do Ministro da Defesa Nacional de Portugal.

## História

### Antecedentes
A construção de uma fortificação na ponta onde existiria uma ermida sob a invocação de São Gião, na margem direita da barra do rio Tejo, foi recomendada por D. Manuel I (1495-1521) a seu filho e sucessor, D. João III (1521-1557).
Em 1549 este soberano criou o cargo de Mestre das Obras de Fortificação do Reino, lugares d'Além e Índias que confiou ao renomado arquitecto Miguel de Arruda, responsável por diversos complexos fortificados no ultramar português.
Atendendo ao entendimento do seu Concelho, que sustentava que a defesa marítima do porto de Lisboa não deveria se fundamentar unicamente no Castelo de São Jorge e na antiga cerca moura, e sim em modernas fortalezas abaluartadas junto à foz do rio, o soberano fez iniciar as obras do Forte da Ponta de São Gião em 1553, na margem direita da barra do Tejo.
A defesa do porto e cidade de Lisboa passaria a ser constituída por um complexo defensivo integrado pela Torre, depois Forte de São Lourenço do Bugio, num banco de areia a meio da foz, com quem cruzava fogos, fechando a barra do Tejo, complementado pela Praça-forte de Cascais, como guarda avançada na margem direita da foz, e pelas Torre de Belém (margem direita) e Torre Velha da Caparica (margem esquerda) como defesa última do porto de Lisboa.

### A Torre de São Julião
Os planos da primitiva fortificação, abaluartada nos moldes da escola italiana, são atribuídos ao arquitecto Miguel de Arruda, no exercício do cargo criado em 1549.
Sabe-se que em 1559 foi lançado um tributo especial o que permitiu que as obras da sua edificação se desenvolvessem mais rapidamente, e que, em 1562 Miguel de Arruda foi nomeado Mestre-Vedor das obras. Desse modo, já em 1568, a estrutura era dada como concluída, ao término da primeira regência do Cardeal D. Henrique (1562-1568). Obras complementares, entretanto prosseguiam ainda em 1573, quando nas masmorras do forte eram detidos aqueles que aguardavam degredo, ocupados em trabalhos forçados nas obras da própria estrutura. Data dessa época (1579) uma descrição e um desenho da fortificação, de autoria de João Baptista Gésio, espião a serviço do rei Filipe II de Espanha, que já então se preparava para assumir o trono de Portugal. A sua defesa, entretanto, não foi capaz de impedir o avanço das tropas espanholas sob o comando do duque de Alba que a cercaram pelo lado de terra, tendo se rendido ao fim de seis dias (13 de Agosto de 1580), conforme negociações entre Tristão Vaz da Veiga e o comando das tropas invasoras.

### O período da Dinastia Filipina
À época da Dinastia Filipina, a partir de 1580, o duque de Alba determinou ao arquitecto Giácomo Palearo que projetasse meios para reforçar a defesa do forte. Este procedeu a correções no traçado do fosso, fez erguer novas baterias, ampliou as defesas do flanco oeste. A partir de 1582 procedeu-se a edificação da esplanada inferior do lado leste, adicionando-se os baluartes sob a invocação de São Filipe e de São Pedro. A partir de 1597 o engenheiro militar e arquiteto cremonense Leonardo Torriani, assumiu a direção das suas obras de ampliação e reforço. No conjunto, essas obras transformaram o Forte de São Julião na maior e mais poderosa fortificação do reino de Portugal, à época. No mesmo período, as instalações da fortificação passaram a ser utilizadas como prisão política do Estado português, função que se manteve nos séculos seguintes até à 1ª República portuguesa.

### A Restauração da Independência de Portugal
No momento da Restauração da Independência, sofreu o seu segundo cerco por terra, agora pelas tropas leais ao Duque de Bragança. Na ocasião destacou-se a inciativa de D. Fernando de Mascarenhas, 1º conde da Torre que, aí detido politicamente, levou o governador espanhol da praça, D. Fernando de La Cueva, a negociar os termos da rendição, em troca de substancial recompensa (12 de Dezembro de 1640).
Sob o reinado de D. João IV (1640-56), o governador da praça, Martim Correia da Silva reportou ao soberano a urgência de obras de reparo (1645). Assim, dentro de um plano de reforço da fortificação do litoral lisboeta, a partir de 1650, novas obras de ampliação e reforço tiveram lugar em São Julião da Barra, destacando-se a construção, pelo lado de terra, de um novo revelim, à qual se seguiria a construção de quartéis e alojamentos para a guarnição (1655).

### O consulado pombalino
À época do consulado pombalino, sofreu novas obras de recuperação e de ampliação, agora na muralha pelo lado do mar, na Casa do Governador, nos quartéis e nas cisternas (1751). Sofreu danos causados pelo terramoto de 1755, o mais grave talvez a queda do farol, da respectiva torre que se elevava no centro da praça, conforme fontes coevas (apud Memória do Pe. Matias Marques Cardoso in: Luís Cardoso (Pe.). Dicionário Geográfico de Portugal.). As obras de recuperação do farol implicaram na elevação da sua torre em trinta palmos de altura (cerca de seis metros), tendo voltado a funcionar em 1761. Enquanto isso, o primeiro-ministro aí faria encarcerar mais de uma centena de jesuítas a partir de 1759.

### O século XIX
Quando do início da Guerra Peninsular, as tropas francesas de Napoleão Bonaparte, sob o comando do general Jean-Andoche Junot alcançaram os limites de Lisboa a 30 de Novembro de 1807. A vila de Oeiras e o Forte de São Julião foram transformados em Quartel-General das tropas de ocupação francesas sob o comando do general Jean-Pierre Travot, enquanto a barra do rio Tejo era bloqueada pela marinha inglesa. O forte só passou para as mãos britânicas após a Convenção de Sintra, em 2 de Setembro de 1808.
A partir de 1809, o Forte de São Julião, o mais importante da linha de Oeiras (que constituía a terceira das quatro linhas defensivas de Lisboa, as famosas Linhas de Torres), voltou a ter um Governador militar português. Sob orientação britânica foram erguidos neste litoral uma série de pequenos redutos de marinha que complementavam a defesa de terra de São Julião, com a finalidade de proteger o reembarque das tropas britânicas em caso de necessidade.
Neste período, continuamente utilizada como prisão política, um de seus mais famosos detentos foi o general Gomes Freire de Andrade, acusado de suposto envolvimento numa conspiração contra a presença inglesa. Executado, o seu corpo foi queimado e as suas cinzas deitadas ao rio Tejo em 18 de Outubro de 1817.
Durante a Guerra Civil Portuguesa (1828-1834), foi alvo do fogo da artilharia da esquadra francesa que, sob o comando do almirante Albin Roussin, forçou a barra do Tejo (1831).

### O século XX
Tendo perdido as funções defensivas, diante da evolução dos meios bélicos, mas sempre ocupado como prisão política e farol, em meados do século XX foi desclassificado como fortificação militar e entregue à presidência do Conselho para ser adaptado para a recepção de membros do governo e pousada de visitantes ilustres (1951). Já no exercício dessas funções, foi utilizada para a recepção do general norte-americano Dwight David Eisenhower (1951) e na do marechal britânico Bernard Law Montgomery (1952), heróis da Segunda Guerra Mundial (1939-1945).
A partir de então, os antigos quartéis foram adaptados para o uso civil como salões, sala de jantar e biblioteca, tendo a Direcção-Geral dos Edifícios e Monumentos Nacionais (DGEMN) iniciado uma longa e cuidadosa série de intervenções de consolidação e restauro, em diversas campanhas (por conta própria em 1952-1954, 1962-1969, 1975, 1994-2000, e em parceria com o IST/LNEC de 1998 a 2001).
O forte seria classificado como um imóvel de interesse público em 1957.
Atualmente, é pertença do Estado da Defesa Nacional. Só está aberto ao público mediante marcação prévia e disponibilidade do próprio forte.
No dia 12 de Novembro de 2012 o primeiro-ministro português, Pedro Passos Coelho, recebeu pelas 13h35, a chanceler alemã, Angela Merkel, no Forte de São Julião da Barra, e os dois estiveram cinco minutos à conversa no exterior da fortaleza. No Forte de São Julião da Barra, em Oeiras, Angela Merkel teve um almoço de trabalho com Pedro Passos Coelho, com a duração prevista de uma hora e meia, seguindo-se uma conferência de imprensa conjunta, marcada para as 15h00.
Angela Merkel, que vinha do Palácio de Belém, onde esteve reunida com o Presidente da República, Cavaco Silva, chegou com 15 minutos de atraso ao Forte de São Julião da Barra, em Oeiras, onde tinha Pedro Passos Coelho à sua espera, sozinho.
O primeiro-ministro português saudou a chanceler alemã com um aperto de mão e depois os dois caminharam calmamente pela passadeira vermelha, à conversa, parando várias vezes, até chegarem a uma parte das muralhas do forte de onde se pode avistar, em baixo, a Praça do Infante.
Nesta praça, para além de uma estátua do Infante Dom Henrique, voltada para a foz do Tejo, estão dois canhões comprados no século XIX aos prussianos.
A ementa do almoço de trabalho entre os chefes de Governo da Alemanha e de Portugal abrangeu 'consommé' de aves e cabrito assado à portuguesa.
Participaram também neste encontro, em representação do Governo português, o ministro de Estado e dos Negócios Estrangeiros, Paulo Portas, o secretário de Estado Adjunto do primeiro-ministro, Carlos Moedas, e o secretário de Estado das Finanças, Manuel Rodrigues.
A chanceler da Alemanha realizou uma visita a Portugal com um programa de cinco horas, que abrangeu reuniões com o Presidente da República e com o primeiro-ministro portugueses e um encontro com empresários dos dois países.

## Características
A estrutura foi erguida em cantaria e alvenaria rebocada, apresentando planta irregular com formato aproximadamente pentagonal, sendo integrada por muralhas, revelim, baluartes, esplanadas com baterias de artilharia, guaritas cobertas, caminhos de ronda, rampas e outras. Em seu interior, além das dependências de serviço (Casa do Governador, quartéis de tropas, paióis, depósitos e outros), incluía-se uma Capela, casamatas abobadadas e cisterna em segmento de círculo, também abobadada, actualmente aproveitada como salão de recepções. A torre do farol com guaritas nos cunhais, eleva-se em três pavimentos, ladeada pelos alojamentos da guarnição.
É defendida pelo lado de terra por dois fossos e, primitivamente, por uma ponte levadiça, atualmente em aço e alvenaria.
A leste ergue-se o baluarte do Príncipe ou de El-Rei D. Fernando. A oeste, voltado para o mar, outros baluartes entre os quais se destaca o de Santo António.

## Curiosidades
Em memória de Gomes Freire de Andrade, executado em 1817, uma lápide e um silhar de azulejos com a sua efígie foram colocados sobre a porta da torre.
Um dos principais itens que podem ser apreciados pelos visitantes são as tapeçarias Infante D. Henrique e Chegada de Vasco da Gama a Calecut, trabalhos assinados por Jaime Martins Barata.
Em 1989, durante prospecções arqueológicas subaquáticas nas águas fronteiras ao forte, foram encontrados dois peitorais de ferro do século XVII, possivelmente contemporâneos da Guerra da Restauração.